# Beine (rivière)
Pour les articles homonymes, voir Beine (homonymie).
La Beine est une rivière de Hauts-de-France, affluent gauche de la Somme, située dans le sud-est du département de la Somme et du département de l'Oise, dans la région Hauts-de-France.

## Géographie
Elle prend sa source à Villeselve dans l'Oise, à l'altitude 81 mètres près du lieu-dit le Jardin Bonneterre, et la Fontaine Saint-Pierre, à deux kilomètres du Mont des Pierres (153 m) aussi source de la Sommette.
Et après un parcours d'environ 7,7 kilomètres rejoint la Somme près de Ham à Eppeville, à l'altitude 61 mètres, entre le centre ville de Ham et la gare de Ham, près du fort de Ham (en ruines) et juste avant la sucrerie d'Eppeville.

### Communes et cantons traversés
Après avoir pris sa source à Villeselve dans l'Oise, canton de Guiscard, la Beine traverse dans le département de la Somme, et dans le sens descendant, de la source vers son confluent, les quatre communes du canton de Ham : Brouchy, Muille-Villette, Ham (dont elle est une limite sud), et Eppeville (commune embouchure qu'elle ne fait qu'effleurer).
Soit en termes d'arrondissements, la Beine traverse les deux arrondissement de Compiègne et arrondissement de Péronne.

### Toponymes
La Beine a donné son hydronyme a une ancienne forêt, aujourd'hui fort réduite, qui a donné son nom à deux communes de l'Aisne. Elle ne traverse pas Beaumont-en-Beine et La Neuville-en-Beine, mais elles sont proches de sa source à Villeselve dans l'Oise.

### Bassin versant
La Beine traverse une seule zone hydrographique, « la Beine et le Canal de la Somme de l'écluse numéro 3 Ham à l'écluse numéro 4 Of » (E612) de 23 km2 de superficie. Ce bassin versant est constitué à 82,46 % de « territoires agricoles », 13,74 % de « territoires artificialisés », 4,44 % de « forêts et milieux semi-naturels ».

### Organisme gestionnaire
L'organisme gestionnaire est l'Ameva : Aménagement et Valorisation du bassin de la Somme, créé le 23 décembre 2002, EPTB depuis le 30 mai 2013.

## Affluent
La Beine a un tronçon affluent contributeur connu :
- Le Vert-Galant (rg[note 2]), 1,6 km sur les deux communes de Brouchy et Muille-Villette.

### Rang de Strahler
Son rang de Strahler est donc de deux.

## Hydrologie
La Beine fait partie du SAGE ou Schéma d'aménagement et de gestion des eaux de la Haute Somme; le débit de la Beine, comme celui de l'Ingon et de l'Allemagne, sont captés par le canal du Nord.
Son régime hydrologique est dit pluvial océanique.

## Pêche et AAPPMA
La Beine est classée en cours d'eau de première catégorie. Le Beine dépend de l'AAPPMA de Ham, Les Pêcheurs Hamois,.

## Historique
La Beine a aussi été un affluent de l'Allemagne.

## Galerie

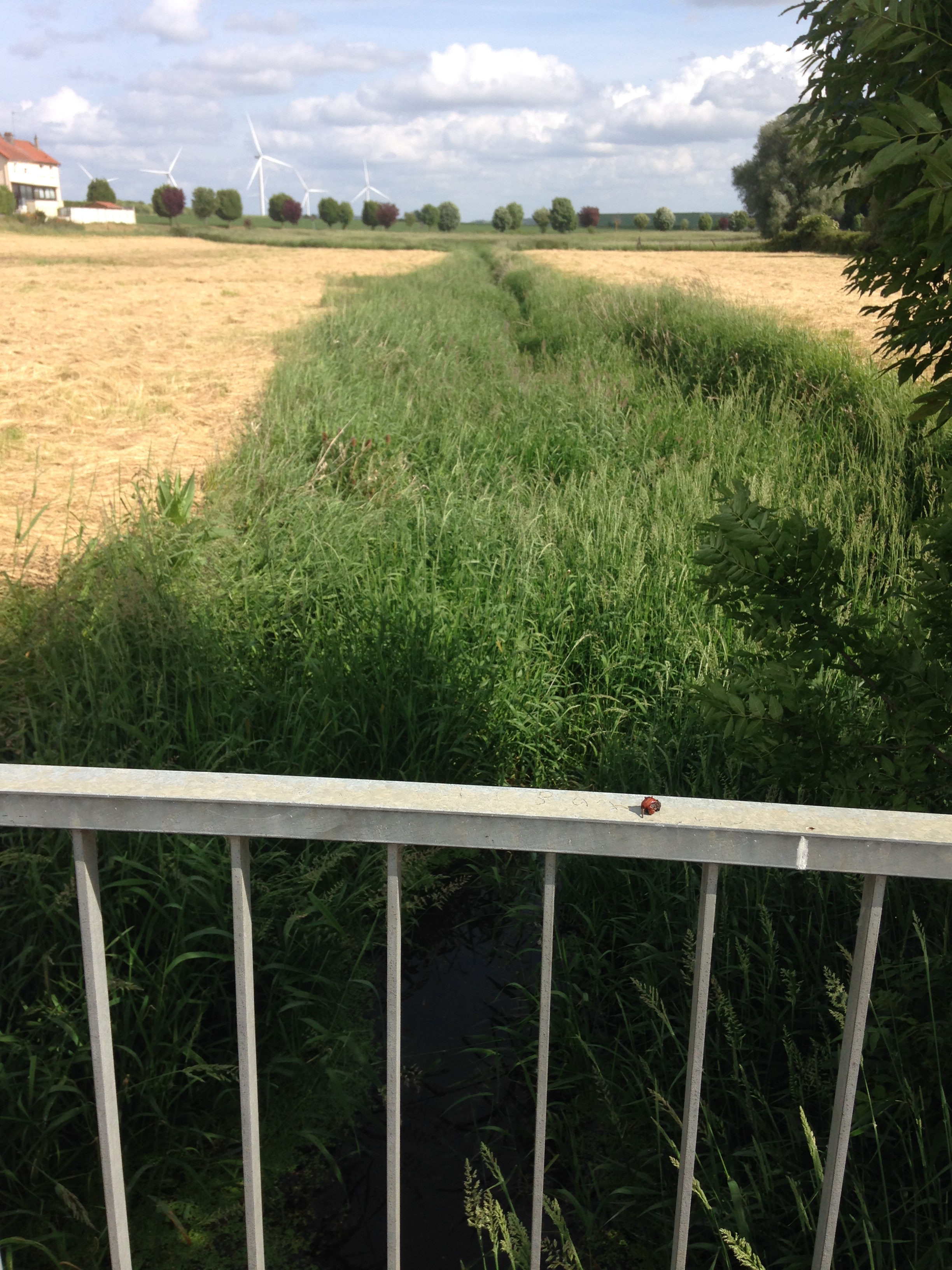
la Beine à Brouchy en mai 2020
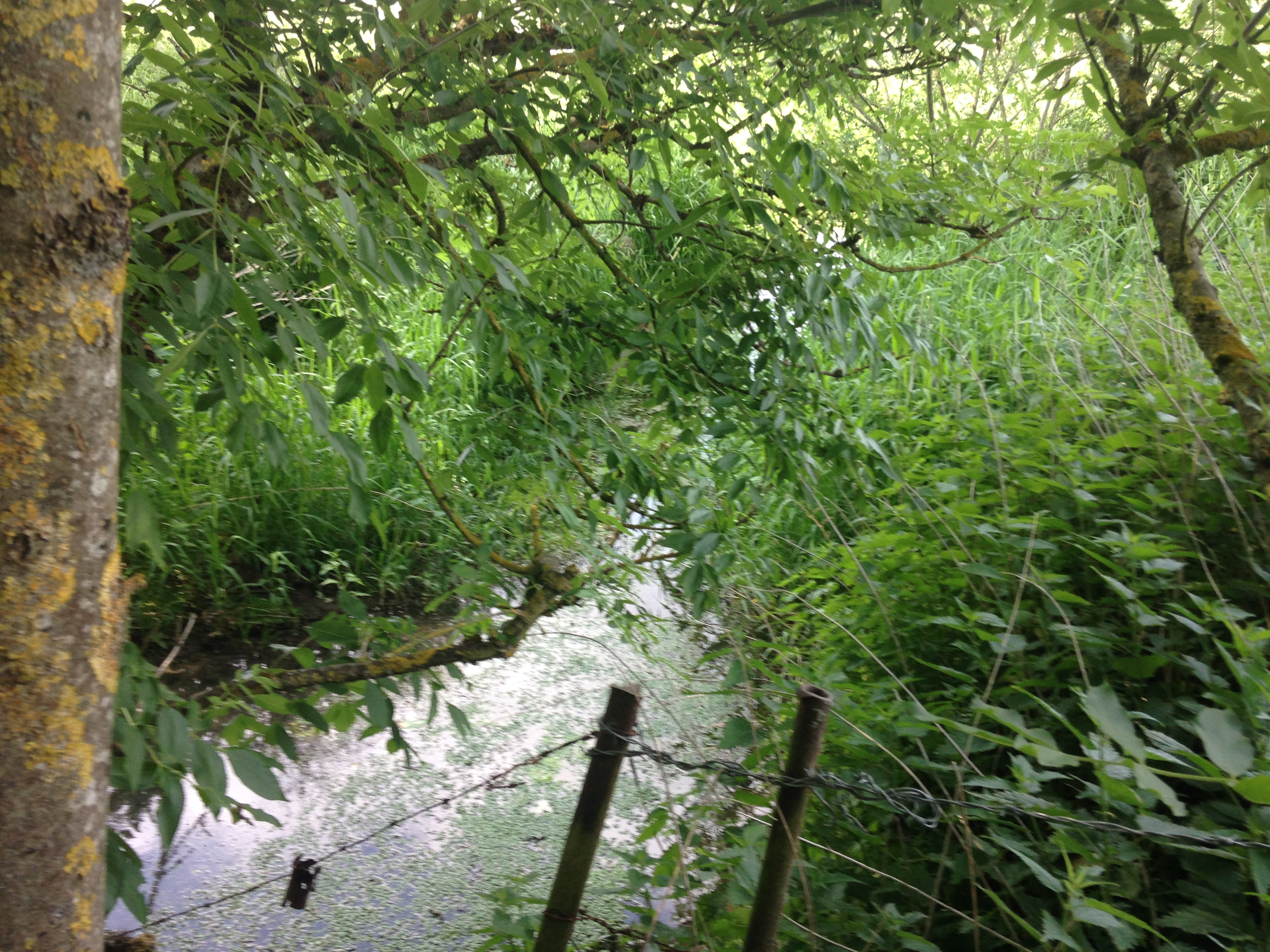
la Beine à Brouchy en mai 2020
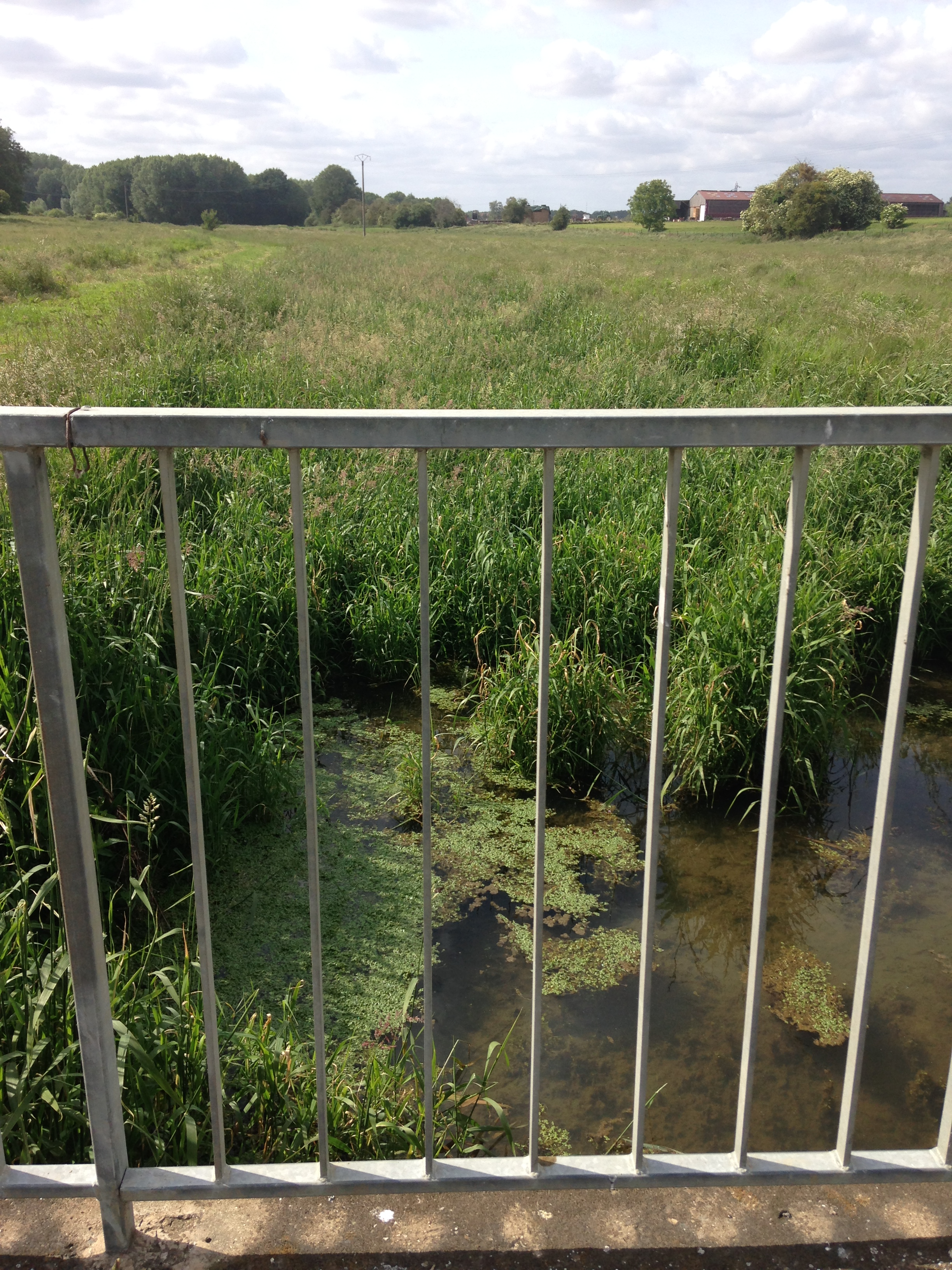
la Beine à Brouchy en mai 2020